# Canuellina femur
Canuellina femur är en kräftdjursart som beskrevs av Por 1967. Canuellina femur ingår i släktet Canuellina och familjen Canuellidae. Inga underarter finns listade i Catalogue of Life.